# Cesarz rzymski (Święte Cesarstwo Rzymskie)
Cesarz rzymski (łac. Imperator Romanorum, niem. Römischer Kaiser) – termin używany przez historyków na określenie średniowiecznego władcy, który otrzymał tytuł cesarza rzymskiego od papieża. W historiografii używane jest również określenie „cesarz rzymski narodu niemieckiego”, odnoszące się do władców Królestwa Niemieckiego mających prawo do używania tytułu „cesarz rzymski”.

## Historia tytułu cesarskiego
Po upadku antycznego cesarstwa zachodniorzymskiego w 476 królowie państw germańskich nominalnie podlegali zwierzchnictwu cesarzy wschodniorzymskich, pozostawali jednak politycznie niezależni. W 800 król Franków Karol Wielki został w Rzymie koronowany przez papieża Leona III na cesarza. Odtąd Karolingowie, dążąc do uniwersalnej władzy nad całą Europą Zachodnią, używali tytułu cesarza rzymskiego. Po podziale państwa Franków na mocy traktatu w Verdun (843) tytuł przypadł władcom królestwa środkowofrankijskiego. Traktat w Meerssen (870) przenosił go na królów zachodniofrankijskich. Krótkotrwała unia państw zachodniofrankijskiego i wschodniofrankijskiego spowodowała odziedziczenie tytułu w 881 przez królów tego drugiego. W 915 siłą wywalczył go wyemancypowany spod władzy Karolingów król Włoch, Berengar I z Friulu. Po jego śmierci przez kilkadziesiąt lat nikt na łacińskim Zachodzie nie używał tytułu cesarza rzymskiego. W 962 król niemiecki Otton I Wielki, uważający się za naturalnego dziedzica wschodniofrankijskich Karolingów, opanował Włochy, po czym koronował się zarówno na króla Włoch, jak i cesarza, choć nie używał epitetu rzymski, który przywrócił dopiero jego syn i następca, Otton II. Od tego momentu większość władców niemieckich używała jednocześnie tytułów króla niemieckiego i cesarza rzymskiego, a od XI wieku zaczęto stosować wymiennie określenia król niemiecki i król rzymian – ten drugi stał się z czasem jedynym oficjalnym tytułem królewskim. Taka tytulatura wyrażała ówczesne dążenie do zjednoczenia wszystkich krajów łacińskiego chrześcijaństwa w Świętym Cesarstwie Rzymskim.
Tron niemiecki i cesarski był elekcyjny, ale zazwyczaj wybierano władcę w obrębie jednej dynastii. Od XV wieku do upadku Cesarstwa dzierżyli go władcy Austrii, Habsburgowie. W okresie nowożytnym często potocznie mówiono o cesarzach niemieckich, jako że w wyniku wydarzeń historycznych władza niemieckich monarchów ograniczyła się tylko do terytorium samej Rzeszy, a i tu była stosunkowo słaba. Władcy suwerennych państw europejskich uznawali honorowe pierwszeństwo cesarza, jednak nie czuli się zobowiązani do politycznego posłuszeństwa wobec niego (królowie francuscy mawiali rex imperator in regno suo est – Król jest cesarzem we własnym królestwie). Godność cesarza rzymsko-niemieckiego uległa likwidacji w 1806, kiedy po klęsce Austrii w wojnie z Francją państwa niemieckie ogłosiły secesję z Cesarstwa i oddały się pod protekcję Napoleona, tworząc Związek Reński. W reakcji na to i pod naciskiem francuskim, ostatni cesarz Franciszek II Habsburg ogłosił rozwiązanie Świętego Cesarstwa Rzymskiego i zrzekł się tytułu. W 1866 Prusy pokonały Austrię w walce o hegemonię w Niemczech, a w 1871 doszło do ponownego zjednoczenia Niemiec. Król Prus Wilhelm I Hohenzollern przyjął tytuł cesarza niemieckiego, funkcjonujący do upadku monarchii w Niemczech w 1918. Hohenzollernowie jako władcy II Rzeszy Niemieckiej nie używali określenia rzymski, jednak propagandowo nawiązywali do dziedzictwa Świętego Cesarstwa Rzymskiego.
Wyraźnie rozróżniano godność cesarską od królewskiej godności władcy Niemiec, były one ze sobą związane, ale nie tożsame. W średniowieczu władca niemiecki po elekcji i koronacji na króla Niemiec (zwykle w Akwizgranie) tytułował się zazwyczaj rex Romanorum, czyli „król Rzymian”. Po akcie koronacji na cesarza dokonanej przez papieża, zwykle w Rzymie, tytuł królewski zastępowano formułą divina favente clementia Romanorum Imperator semper Augustus, czyli „z łaski Bożej cesarz rzymski, zawsze August”. Od 1508, kiedy cesarze ostatecznie zrezygnowali z zabiegania o akceptację ze strony papieża, do tytulatury cesarskiej dodawano epitet „wybrany”, poza tym zapisywano jednocześnie tytuł cesarski i niemiecki tytuł królewski: divina favente clementia electus Romanorum Imperator, semper Augustus, Germaniae rex („z łaski Bożej cesarz rzymski, po wieki August, król Niemiec”). Na język niemiecki tłumaczono to jako: von Gottes Gnaden erwählter römischer Kaiser, zu allen Zeiten Mehrer des Reichs, König von Germanien, a więc „z łaski Bożej wybrany cesarz rzymski, po wszystkie wieki pomnożyciel Cesarstwa, król Niemiec” (ewentualnie König in Germanien, czyli „król w Niemczech”, nie używano słowa Deutschland). Przekład enigmatycznego łacińskiego słowa Augustus na „pomnożyciel” brał się stąd, że w tamtych czasach uważano, iż pochodzi od łac. augere, czyli „powiększać”.
Po 1508 wcześniejsze używanie tytułu królewskiego, a późniejsze cesarskiego oznacza, że dany monarcha został wybrany za życia poprzednika (vivente imperatore – za życia cesarza) i był jego formalnym współregentem w randze królewskiej, a po śmierci cesarza przejął jego godność. Praktykę elekcji vivente stosowano często, aby szanując reguły monarchii elekcyjnej zapewnić dziedziczenie tronu swojej rodzinie.

## Cesarze rzymscy – lista chronologiczna

### Karolingowiei inne rody
| Władca              | Lata życia | Lata panowania jako cesarz | Data koronacji                | Papież koronujący | Inne tytuły, uwagi                                                                  | Cesarzowa             | Lata panowania cesarzowej |
| ------------------- | ---------- | -------------------------- | ----------------------------- | ----------------- | ----------------------------------------------------------------------------------- | --------------------- | ------------------------- |
| Karol I Wielki      | 742–814    | 800–814                    | 25 grudnia 800 w Rzymie       | Leon III          | król Franków od 768                                                                 | –                     | –                         |
| Ludwik I Pobożny    | 778–840    | 814–840                    | 5 października 816 w Reims    | Stefan IV         | król Franków                                                                        | Ermengarda z Hesbaye  | 814–818                   |
| Ludwik I Pobożny    | 778–840    | 814–840                    | 5 października 816 w Reims    | Stefan IV         | król Franków                                                                        | Judyta Bawarska       | 819–840                   |
| Lotar I             | 795–855    | 840–855 (koregent od 817)  | 5 kwietnia 823 w Rzymie       | Paschalis I       | król Franków Środkowych od 843                                                      | Ermengarda z Tours    | 821–840–851               |
| Ludwik II           | 825–875    | 855–875 (koregent od 850)  | Wielkanoc 850 w Rzymie        | Leon IV           | król Włoch od 844                                                                   | Engelberga            | 851–855–875               |
| Karol II Łysy       | 823–877    | 875–877                    | 29 grudnia 875 w Rzymie       | Jan VIII          | król Franków Zachodnich od 843                                                      | Rychilda Prowansalska | 875–877                   |
| Karol III Gruby     | 839–888    | 881–888                    | 12 lutego 881 w Rzymie        | Jan VIII          | król Szwabii od 876, król Franków Wschodnich od 882, król Franków Zachodnich od 884 | Ryszarda Szwabska     | 881–888                   |
| Gwido ze Spoleto    | 855–894    | 891–894                    | 21 lutego 891 w Rzymie        | Stefan V          | książę Spoleto od 882, król Włoch od 891                                            | Ageltrude             | 891–894                   |
| Lambert ze Spoleto  | 880–898    | 894–898 (koregent od 892)  | 30 kwietnia 892 w Rawennie    | Formozus          | książę Spoleto od 894, król Włoch od 889                                            | –                     | –                         |
| Arnulf z Karyntii   | 850–899    | 896–899                    | 15 lub 22 lutego 896 w Rzymie | Formozus          | król Franków Wschodnich od 887                                                      | Oda                   | 896–899                   |
| Ludwik III Ślepy    | 880–928    | 901–905                    | 22 lutego 901 w Rzymie        | Benedykt IV       | król Prowansji od 890, król Włoch od 900                                            | Anna Bizantyjska      | 901–905                   |
| Berengar I z Friulu | 894–924    | 915–924                    | grudzień 915 w Rzymie         | Jan X             | król Włoch od 905                                                                   | Bertila ze Spoleto    | 915                       |
| Berengar I z Friulu | 894–924    | 915–924                    | grudzień 915 w Rzymie         | Jan X             | król Włoch od 905                                                                   | Anna                  | 915–924                   |

Pomiędzy 924 a 962 nikt nie nosił tytułu cesarza.

### Ludolfingowie
| Władca           | Lata życia | Lata panowania jako cesarz | Data koronacji          | Papież koronujący | Inne tytuły, uwagi | Cesarzowa              | Lata panowania cesarzowej |
| ---------------- | ---------- | -------------------------- | ----------------------- | ----------------- | --- | ---------------------- | ------------------------- |
| Otton I Wielki   | 912–973    | 962–973                    | 2 lutego 962 w Rzymie   | Jan XII           | król Niemiec od 936 | Adelajda Burgundzka    | 962–973                   |
| Otton II         | 955–983    | 973–983 (koregent od 967)  | 25 grudnia 967 w Rzymie | Jan XIII          | król Niemiec | Teofano                | 972–973–983               |
| Otton III        | 980–1002   | 996–1002                   | 21 maja 996 w Monza     | Grzegorz V        | król Niemiec od 983 | –                      | –                         |
| Henryk II Święty | 973–1024   | 1014–1024                  | 14 lutego 1014 w Rzymie | Benedykt VIII     | król Niemiec od 1002, numeracja: Henryk I Ptasznik był królem Niemiec w latach 919–936, ale nie nosił tytułu cesarza; Henryk II określał się jako jego następca | Kunegunda Luksemburska | 1014–1024                 |

### Dynastia salicka
| Władca     | Lata życia | Lata panowania jako cesarz | Data koronacji            | Papież koronujący      | Inne tytuły, uwagi                                                                                  | Cesarzowa           | Lata panowania cesarzowej |
| ---------- | ---------- | -------------------------- | ------------------------- | ---------------------- | --------------------------------------------------------------------------------------------------- | ------------------- | ------------------------- |
| Konrad II  | 990–1039   | 1027–1039                  | 26 marca 1027 w Rzymie    | Jan XIX                | król Niemiec od 1024, numeracja: Konrad I nie był cesarzem, ale był królem Niemiec w latach 911–918 | Gizela Szwabska     | 1027–1039                 |
| Henryk III | 1017–1056  | 1046–1056                  | 25 grudnia 1046 w Rzymie  | Klemens II             | król Niemiec od 1039                                                                                | Agnieszka z Poitou  | 1046–1056                 |
| Henryk IV  | 1050–1106  | 1084–1105                  | 31 maja 1084 w Rzymie     | antypapież Klemens III | król Niemiec od 1056                                                                                | Berta Sabaudzka     | 1084–1087                 |
| Henryk IV  | 1050–1106  | 1084–1105                  | 31 maja 1084 w Rzymie     | antypapież Klemens III | król Niemiec od 1056                                                                                | Eupraksja           | 1087–1005                 |
| Henryk V   | 1080–1125  | 1111–1125                  | 14 kwietnia 1111 w Rzymie | Paschalis II           | król Niemiec od 1105                                                                                | Matylda z Normandii | 1114–1125                 |

### Süpplinburgowie
| Władca    | Lata życia | Lata panowania jako cesarz | Data koronacji          | Papież koronujący | Inne tytuły, uwagi | Cesarzowa           | Lata panowania cesarzowej |
| --------- | ---------- | -------------------------- | ----------------------- | ----------------- | --- | ------------------- | ------------------------- |
| Lotar III | 1075–1137  | 1133–1137                  | 4 czerwca 1133 w Rzymie | Innocenty II      | król Niemiec od 1125, numeracja: Lotar II, król Lotaryngii, który nie był faktycznie cesarzem, ale miał dziedziczne prawa do tytułu | Rycheza z Northeimu | 1133–1137                 |

### Hohenstaufowie
| Władca                | Lata życia | Lata panowania jako cesarz | Data koronacji            | Papież koronujący | Inne tytuły, uwagi   | Cesarzowa             | Lata panowania cesarzowej |
| --------------------- | ---------- | -------------------------- | ------------------------- | ----------------- | -------------------- | --------------------- | ------------------------- |
| Fryderyk I Barbarossa | 1122–1190  | 1155–1190                  | 18 czerwca 1155 w Rzymie  | Hadrian IV        | król Niemiec od 1152 | Beatrycze Burgundzka  | 1156–1184                 |
| Henryk VI             | 1165–1197  | 1191–1197                  | 14 kwietnia 1191 w Rzymie | Celestyn III      | król Niemiec od 1190 | Konstancja Sycylijska | 1191–1197                 |

### Welfowie
| Władca  | Lata życia      | Lata panowania jako cesarz | Data koronacji               | Papież koronujący | Inne tytuły, uwagi   | Cesarzowa            | Lata panowania cesarzowej |
| ------- | --------------- | -------------------------- | ---------------------------- | ----------------- | -------------------- | -------------------- | ------------------------- |
| Otto IV | 1175/1176- 1218 | 1209–1215                  | 4 października 1209 w Rzymie | Innocenty III     | król Niemiec od 1208 | Beatrycze Hohenstauf | 1212                      |
| Otto IV | 1175/1176- 1218 | 1209–1215                  | 4 października 1209 w Rzymie | Innocenty III     | król Niemiec od 1208 | Maria Brabancka      | 1214–1218                 |

### Hohenstaufowie
| Władca      | Lata życia | Lata panowania jako cesarz | Data koronacji             | Papież koronujący | Inne tytuły, uwagi   | Cesarzowa            | Lata panowania cesarzowej |
| ----------- | ---------- | -------------------------- | -------------------------- | ----------------- | -------------------- | -------------------- | ------------------------- |
| Fryderyk II | 1194–1250  | 1220–1250                  | 22 listopada 1220 w Rzymie | Honoriusz III     | król Niemiec od 1212 | Konstancja Aragońska | 1220–1222                 |
| Fryderyk II | 1194–1250  | 1220–1250                  | 22 listopada 1220 w Rzymie | Honoriusz III     | król Niemiec od 1212 | Jolanta Jerozolimska | 1225–1228                 |
| Fryderyk II | 1194–1250  | 1220–1250                  | 22 listopada 1220 w Rzymie | Honoriusz III     | król Niemiec od 1212 | Izabela Plantagenet  | 1235–1241                 |

### Luksemburgowie
| Władca     | Lata życia      | Lata panowania jako cesarz | Data koronacji           | Papież koronujący | Inne tytuły, uwagi    | Cesarzowa | Lata panowania cesarzowej |
| ---------- | --------------- | -------------------------- | ------------------------ | ----------------- | --------------------- | --------- | ------------------------- |
| Henryk VII | 1275/1279- 1313 | 1312–1313                  | 20 czerwca 1313 w Rzymie | –                 | król Niemiec od 1308. | –         | –                         |

### Wittelsbachowie
| Władca             | Lata życia | Lata panowania jako cesarz | Data koronacji            | Papież koronujący | Inne tytuły, uwagi    | Cesarzowa              | Lata panowania cesarzowej |
| ------------------ | ---------- | -------------------------- | ------------------------- | ----------------- | --------------------- | ---------------------- | ------------------------- |
| Ludwik IV Bawarski | 1282–1347  | 1328–1347                  | 17 stycznia 1328 w Rzymie | –                 | król Niemiec od 1314. | Małgorzata Holenderska | 1328–1347                 |

### Luksemburgowie
| Władca   | Lata życia | Lata panowania jako cesarz | Data koronacji           | Papież koronujący | Inne tytuły, uwagi                            | Cesarzowa         | Lata panowania cesarzowej |
| -------- | ---------- | -------------------------- | ------------------------ | ----------------- | --------------------------------------------- | ----------------- | ------------------------- |
| Karol IV | 1316–1378  | 1355–1378                  | 5 kwietnia 1355 w Rzymie | –                 | król Niemiec od 1346, król Czech              | Anna świdnicka    | 1355–1362                 |
| Karol IV | 1316–1378  | 1355–1378                  | 5 kwietnia 1355 w Rzymie | –                 | król Niemiec od 1346, król Czech              | Elżbieta pomorska | 1368–1378                 |
| Zygmunt  | 1368–1437  | 1433–1437                  | 31 maja 1433 w Rzymie    | Eugeniusz IV      | król Niemiec od 1410, król Czech, król Węgier | Barbara Cylejska  | 1433–1437                 |

### Habsburgowie
Papież Juliusz II zezwolił Maksymilianowi I tytułować się cesarzem bez koronacji papieskiej, od tamtej pory uznano, że nie koronacja przez papieża, a wybór przez elektorów Rzeszy daje prawo do tytułowania się cesarzem rzymskim (przyjęto tytuł Electus Romanorum Imperator, „wybrany cesarz rzymski”). Jeśli elekcja odbyła się za życia panującego cesarza (vivente imperatore), elekt przyjmował tytuł króla Rzymian (Niemiec). Tytuł cesarski przejmował wówczas automatycznie po śmierci poprzednika. Od czasów Maksymiliana I przeprowadzano również jedną koronację, dokonywaną przez elektorów duchownych, która odbywała się niezwłocznie po wyborze. Ostatnim cesarzem rzymskim koronowanym przez papieża był Karol V (w 1530, od 1519 jako wybrany cesarz rzymski).
| Władca         | Lata życia | Lata panowania jako cesarz | Data koronacji                   | Papież koronujący | Inne tytuły, uwagi                                                                                 | Cesarzowa                                       | Lata panowania cesarzowej |
| -------------- | ---------- | -------------------------- | -------------------------------- | ----------------- | -------------------------------------------------------------------------------------------------- | ----------------------------------------------- | ------------------------- |
| Fryderyk III   | 1415–1493  | 1452–1493                  | 19 marca 1452 w Rzymie           | Mikołaj V         | król Rzymian (Niemiec) od 1440, ostatnia koronacja w Rzymie                                        | Eleonora Aviz                                   | 1452–1467                 |
| Maksymilian I  | 1459–1519  | 1508–1519                  | 9 kwietnia 1486 w Akwizgranie    | –                 | król Rzymian (Niemiec) od 1486                                                                     | Bianca Maria Sforza                             | 1508–1510                 |
| Karol V        | 1500–1558  | 1519–1556                  | 24 lutego 1530 w Bolonii         | Klemens VII       | ostatnia koronacja cesarza rzymskiego przeprowadzona przez papieża; abdykował                      | Izabela Portugalska                             | 1526–1539                 |
| Ferdynand I    | 1503–1564  | 1558–1564                  | 24 marca 1558 we Frankfurcie     | –                 | król Rzymian (Niemiec) od 1531                                                                     | –                                               | –                         |
| Maksymilian II | 1527–1576  | 1564–1576                  | 30 listopada 1562 we Frankfurcie | –                 | król Rzymian (Niemiec) od 1562                                                                     | Maria Hiszpańska                                | 1564–1576                 |
| Rudolf II      | 1552–1612  | 1576–1612                  | 1 listopada 1575 w Ratyzbonie    | –                 | król Rzymian (Niemiec) od 1575, numeracja: jako następca Rudolfa I, króla Niemiec, ale nie cesarza | –                                               | –                         |
| Maciej         | 1557–1619  | 1612–1619                  | 26 czerwca 1612 we Frankfurcie   | –                 | | Anna Tyrolska                                   | 1612–1618                 |
| Ferdynand II   | 1578–1637  | 1619–1637                  | 9 września 1619 we Frankfurcie   | –                 | | Eleonora Gonzaga                                | 1622–1637                 |
| Ferdynand III  | 1608–1657  | 1637–1657                  | 30 grudnia 1636 we Frankfurcie   | –                 | król Rzymian (Niemiec) od 1636                                                                     | Maria Anna Habsburg                             | 1637–1646                 |
| Ferdynand III  | 1608–1657  | 1637–1657                  | 30 grudnia 1636 we Frankfurcie   | –                 | król Rzymian (Niemiec) od 1636                                                                     | Maria Leopoldyna Austriaczka                    | 1648–1649                 |
| Ferdynand III  | 1608–1657  | 1637–1657                  | 30 grudnia 1636 we Frankfurcie   | –                 | król Rzymian (Niemiec) od 1636                                                                     | Eleonora Gonzaga                                | 1651–1657                 |
| Leopold I      | 1640–1705  | 1658–1705                  | 1 sierpnia 1658 we Frankfurcie   | –                 | | Małgorzata Teresa Habsburg                      | 1666–1673                 |
| Leopold I      | 1640–1705  | 1658–1705                  | 1 sierpnia 1658 we Frankfurcie   | –                 | Klaudia Felicyta Habsburg                                                                          | 1673–1676                                       |                           |
| Leopold I      | 1640–1705  | 1658–1705                  | 1 sierpnia 1658 we Frankfurcie   | –                 | Eleonora Magdalena von Pfalz-Neuburg                                                               | 1676–1705                                       |                           |
| Józef I        | 1668–1711  | 1705–1711                  | 26 stycznia 1690 we Frankfurcie  | –                 | król Rzymian (Niemiec) od 1690                                                                     | Wilhelmina Amalia Brunszwicka                   | 1705–1711                 |
| Karol VI       | 1685–1740  | 1711–1740                  | 22 grudnia 1711 we Frankfurcie   | –                 | | Elżbieta Krystyna von Braunschweig-Wolfenbüttel | 1711–1740                 |

### Wittelsbachowie
| Władca             | Lata życia | Lata panowania jako cesarz | Data koronacji                | Papież koronujący | Inne tytuły, uwagi       | Cesarzowa             | Lata panowania cesarzowej |
| ------------------ | ---------- | -------------------------- | ----------------------------- | ----------------- | ------------------------ | --------------------- | ------------------------- |
| Karol VII Bawarski | 1697–1745  | 1742–1745                  | 12 lutego 1742 we Frankfurcie | –                 | elektor Bawarski od 1726 | Maria Amalia Habsburg | 1742–1745                 |

### Dynastia habsbursko-lotaryńska
| Władca                  | Lata życia | Lata panowania jako cesarz | Data koronacji                     | Papież koronujący | Inne tytuły, uwagi             | Cesarzowa                         | Lata panowania cesarzowej |
| ----------------------- | ---------- | -------------------------- | ---------------------------------- | ----------------- | ------------------------------ | --------------------------------- | ------------------------- |
| Franciszek I Lotaryński | 1708–1765  | 1745–1765                  | 4 października 1745 we Frankfurcie | –                 | wielki książę Toskanii od 1737 | Maria Teresa                      | 1745–1765                 |
| Józef II                | 1741–1790  | 1765–1790                  | 3 kwietnia 1764 we Frankfurcie     | –                 | król Rzymian (Niemiec) od 1764 | Maria Józefa Antonina Wittelsbach | 1765–1767                 |
| Leopold II              | 1747–1792  | 1790–1792                  | 9 października 1790 we Frankfurcie | –                 | wielki książę Toskanii od 1765 | Maria Ludwika Burbon              | 1790–1792                 |
| Franciszek II           | 1768–1835  | 1792–1806                  | 14 lipca 1792 we Frankfurcie       | –                 | od 1804 cesarz Austrii         | Maria Teresa Burbon-Sycylijska    | 1792–1806                 |

6 sierpnia 1806 Święte Cesarstwo Rzymskie przestało istnieć i tym samym również przestał obowiązywać tytuł cesarza rzymskiego.